# Дом-музей Островского
Дом-музей Алекса́ндра Никола́евича Остро́вского (Дом Островского) — музей, посвящённый творчеству драматурга Александра Островского. Расположен в двухэтажном деревянном доме на Малой Ордынке, в котором писатель прожил первые три года жизни с 1823-го по 1826-й. Музей открылся в 1984 году как филиал Театрального музея имени Алексея Бахрушина. Основную часть экспозиции составляют архивные документы, фотографии, антикварная мебель и сценические костюмы. С 1997 года в комплекс музея входит выставочное пространство «Театральная галерея на Малой Ордынке».

## История

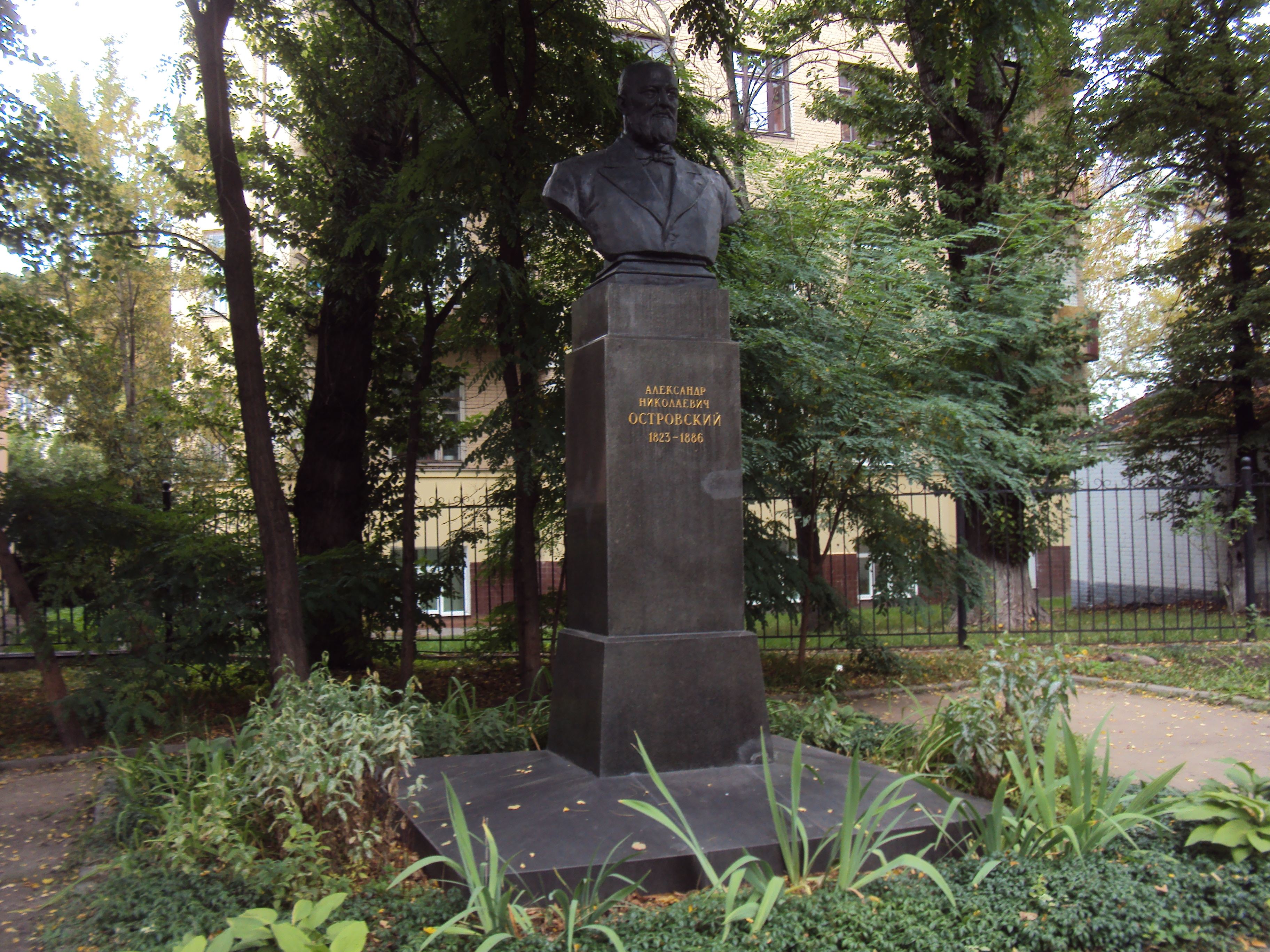
Бюст Александру Островскому во дворе музея

Островский родился в 1823 году в Замоскворечье, в доме на Малой Ордынке, 9. Деревянное здание было построено в конце XVIII века при пятиглавой церкви Покрова Пресвятой Богородицы в Голиках. В 1931-м церковь снесли, сейчас на её месте стоит бюст Островскому. Владельцем дома числился дьякон Никифор Максимов, проживавший вместе с семьёй на втором этаже.
Дом пустовал с 1850 по 1920 года, однако с установлением советской власти был разделён на коммунальные квартиры. В 1984 году Моссовет выпустил постановление об открытии музея и создании экспозиции, посвящённой жизни Островского. При формировании коллекции большую роль сыграли жители Замоскворечья, приносившие предметы XIX века для воссоздания атмосферы того времени: лампы, шандалы, подсвечники, самовары, шали.
Тема повседневной жизни купечества стала ведущей в творчестве Островского: первый очерк «Записки Замоскворецкого жителя» был опубликован драматургом в 1847 году. В начале XIX века район не считался престижным, здесь селились купцы и мелкое дворянство. Кроме того, из-за пожара пожара 1812 года было уничтожено более 70 % домов и земельных участков, которые было трудно восстанавливать и строить с нуля.
Когда у нас за Москвой-рекой праздник, так уж это сейчас видно. И откуда бы ты ни пришел, человек, сейчас узнаешь, что у нас праздник. Во-первых, потому узнаешь, что услышишь густой и непрерывный звон во всем Замоскворечье. Во-вторых, потому узнаешь, что по всему Замоскворечью пахнет пирогами.
Здесь надобно заметить, что нигде нет таких больших и громогласных колоколов, как у нас за Москвой-рекой, и нигде в другом месте не пекут таких пирогов, запах которых распространяется по целому кварталу. С этой стороны похожа на Замоскворечье только Таганка.Александр Островский

## Экспозиция музея

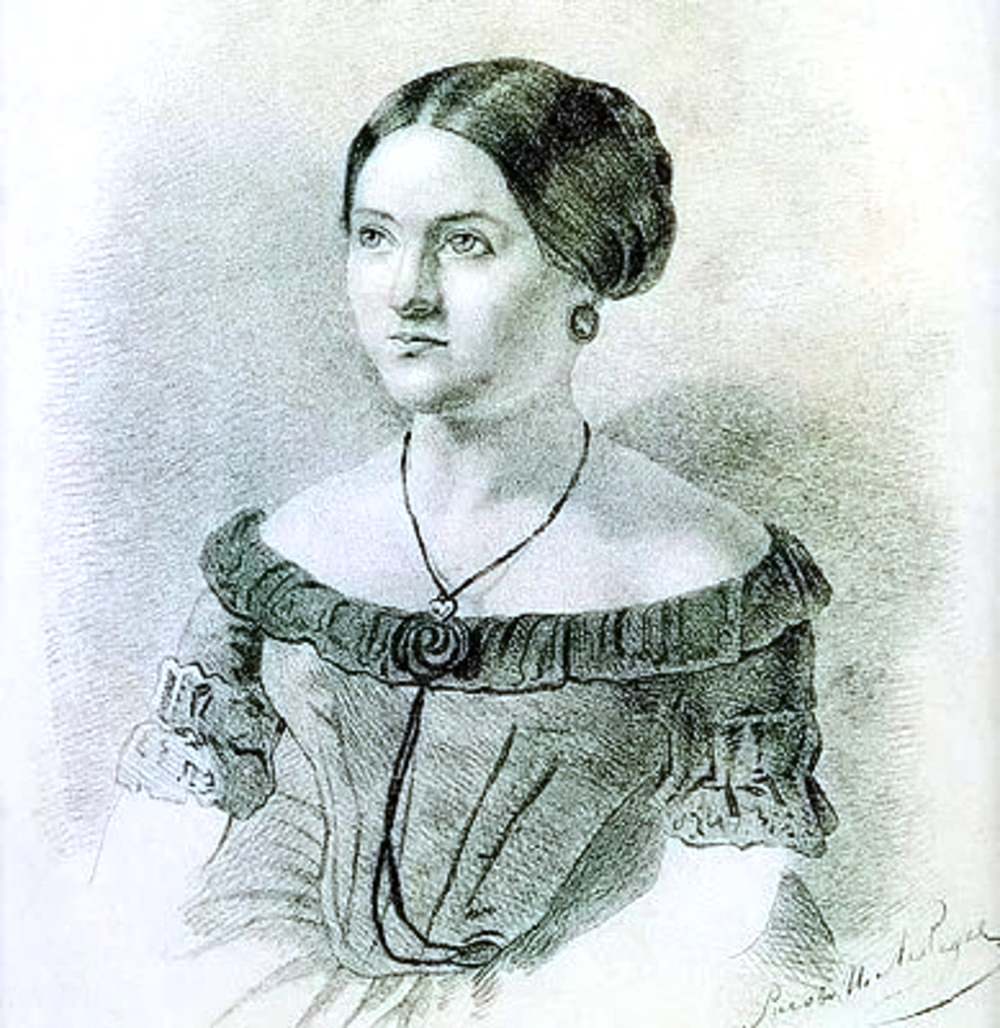
Портрет актрисы Любови Косицкой в коллекции музея

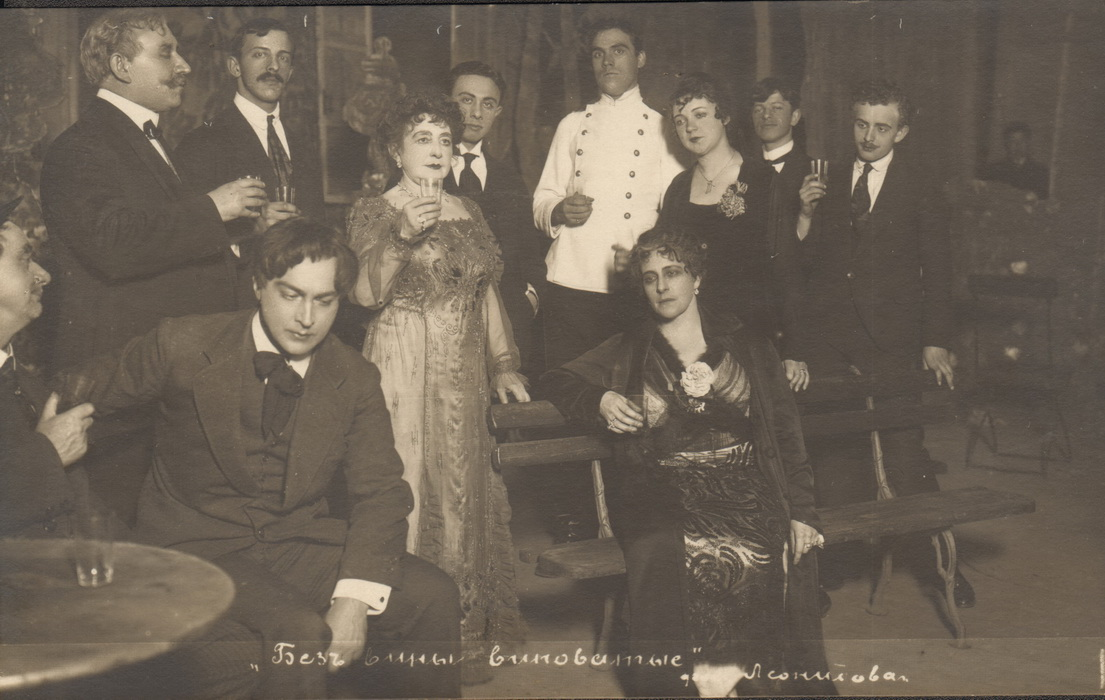
Постановка пьесы «Без вины виноватые», 1917 год

Экспозиция музея построена по тематическому принципу. Центральной комнатой первого этажа является «Красная гостиная», где собирались гости семьи Островских. Здесь хранятся фотографии друзей и родственников драматурга, редкие клавикорды фирмы Шрёдер, датированные серединой XIX века, афиши театров с репертуарами спектаклей Островского и документы связанные с первыми публикациями пьес. На стене висит обложка журнала «Москвитянин», в котором была впервые опубликована пьеса «Свои люди — сочтёмся» 1850 года.
В соседней комнате полностью воссоздан интерьер кабинета Николая Островского, отца драматурга. Здесь стоит антикварный стол XIX века и книжные шкафы, в которых хранится часть семейной библиотеки Островских — одной из самых больших в Замоскворечье.
В бывшей спальне Островского стоит подлинная кровать писателя, ширма XIX века и киот с иконами из церкви Покрова в Голиках: Богородицы Троеручницы и Николая Мерликийсского.
На втором этаже, где раньше жил дьякон Никифор Максимов с семьёй, находится экспозиция, посвящённая сценической истории постановок Островского. Здесь стоит макет Малого Театра, созданный чиновником И. Покровским в 1840 году. В соседней комнате экспонируется реквизит пьесы «Гроза», премьера которой состоялась в 1859 году. В коллекцию также входят фотографии первых актёров: Любови Никулиной-Косицкой, Феодосией Снетковой, Сергея Васильева, Александры Мартыновой, Юлии Линской, а также сценические предметы с первых постановок и архивные документы утверждения «Грозы» в управлении по делам печами Российской Империи.
В «Купеческой гостиной» представлен интерьеры повседневной жизни Замоскворечья. На стене висит литография 1820 годов, представлены выписки из архивных документов и картины окрестностей. В «Театральной комнате» хранятся вещи, напрямую связанные с постановками пьес драматурга. Здесь выставлены веера, перчатки и гримировальные приборы XIX века, а также личные вещи Островского: домашняя шапка, печатка с автографом и табакерка. Рядом стоит ломберный стол, бронзовые шандалы, настольный сейф с двойным дном, а также фотографии первого спектакля «Доходное место» и труппы Малого театра, игравшей в большинстве пьес Островского.
В коллекции музея находятся макеты постановок пьесы «Лес» Всеволодом Мейорхольдом и «Горячее сердце» Константина Станиславского 1924 и 1926 годов. Последняя комната выделена под пьесу «Бесприданница»: здесь стоит гитара XIX века фирмы «Циммерман», настольная керосиновая лампа, а также портрет Веры Комиссаржевской, сыгравшей главную роль героини Ларисы в 1986 году.

## Театральная галерея на Малой Ордынке
Напротив дома Островского располагается театральная галерея, которая является частью музейного комплекса и состоит из четырёх залов выставочного пространства. В ней проходят музыкальные программы «Из классического наследия», прослушивание записей лучших спектаклей московских театров, мастер-классы и тематические встречи. Перед галерей находится сад, созданный сотрудниками Владимиром Лакшиным, Еленой Недзвецкой и Людмилой Гузовской по инициативе заведующей музея Лидии Постниковой.
В 2016 году в галерее состоялся концерт фортепианной музыки, в котором принял участие лауреат международных конкурсов Вазген Вартанян. В августе 2017 года прошла выставка картин российского и советского актёра Алексея Левинского. Все художественные работы, представленные в галерее, были посвящены театру и были выполнены пастелью, углём и гуашью.